# Eolo-Kometa Cycling Team/Saison 2022
Diese Liste beschreibt die Mannschaft und die Siege des  Eolo-Kometa Cycling Teams in der Saison 2022. 

## Mannschaft
| Teamkader 2022          | Teamkader 2022    | Teamkader 2022         | Teamkader 2022                             |
| Name                    | Geburtsdatum      | Land                   | Vorheriges Team                            |
| ----------------------- | ----------------- | ---------------------- | ------------------------------------------ |
| Vincenzo Albanese       | 12. November 1996 | Italien                | Bardiani CSF Faizanè (2020)                |
| Davide Bais             | 2. April 1998     | Italien                | Cycling Team Friuli ASD (2020)             |
| Simone Bevilacqua       | 22. Februar 1997  | Italien                | Vini Zabù (2021)                           |
| Mark Christian          | 20. November 1990 | Vereinigtes Königreich | Canyon DHB p/b Soreen (2020)               |
| Márton Dina             | 11. April 1996    | Ungarn                 | Pannon (2019)                              |
| Alessandro Fancellu     | 24. April 2000    | Italien                |                                            |
| Erik Fetter             | 5. April 2000     | Ungarn                 | Pannon (2019)                              |
| Lorenzo Fortunato       | 9. Mai 1996       | Italien                | Vini Zabù-Brado-KTM (2020)                 |
| Sergio García González  | 11. Juni 1999     | Spanien                |                                            |
| Francesco Gavazzi       | 1. August 1984    | Italien                | Androni Giocattoli-Sidermec (2020)         |
| Arturo Grávalos         | 2. März 1998      | Spanien                |                                            |
| Giovanni Lonardi        | 9. November 1996  | Italien                | Bardiani CSF Faizanè (2021)                |
| Mirco Maestri           | 26. Oktober 1991  | Italien                | Bardiani CSF Faizanè (2021)                |
| Alex Martin             | 25. Januar 2000   | Spanien                | Kometa U23 (2021)                          |
| David Martin            | 19. Februar 1999  | Spanien                | Kometa U23 (2021)                          |
| Edward Ravasi           | 5. Juni 1994      | Italien                | UAE Team Emirates (2020)                   |
| Samuele Rivi            | 11. Mai 1998      | Italien                | Tirol KTM Cycling Team (2020)              |
| Alejandro Ropero        | 17. April 1998    | Spanien                |                                            |
| Diego Rosa              | 27. März 1989     | Italien                | Arkéa-Samsic (2021)                        |
| Diego Sevilla           | 4. März 1996      | Spanien                | Polartec-Fundación Alberto Contador (2017) |
| Daniel Viegas           | 5. Januar 1998    | Portugal               |                                            |
|                         |                   |                        |                                            |
| Quelle: ProCyclingStats |                   |                        |                                            |

## Siege
| Siege    | Siege                                                   | Siege      | Siege  | Siege             | Siege |
| Datum    | Rennen                                                  | Staat      | Klasse | Sieger            |       |
| -------- | ------------------------------------------------------- | ---------- | ------ | ----------------- | ----- |
| 23. Jan. | Gran Premi València                                     | Spanien    | 1.2    | Giovanni Lonardi  |       |
| 22. Jun. | Ungarische Meisterschaften, Einzelzeitfahren der Männer | Ungarn     | CN     | Erik Fetter       |       |
| 19. Aug. | Tour du Limousin, 4. Etappe                             | Frankreich | 2.1    | Vincenzo Albanese |       |